# 機廠車站
22°36′58″N 120°19′38″E / 22.615974°N 120.327116°E

高雄車站附近軌道示意圖
未列出臨港線支線、未依實際距離繪製

機廠車站位於臺灣高雄市鳳山區，為臺灣鐵路管理局第一臨港線的東臨港線的簡易車站，目前已隨該路段的臨港線一同廢止。此站供高雄機廠員工上下班通勤使用，可從西側門進入高雄機廠廠區。

## 車站構造

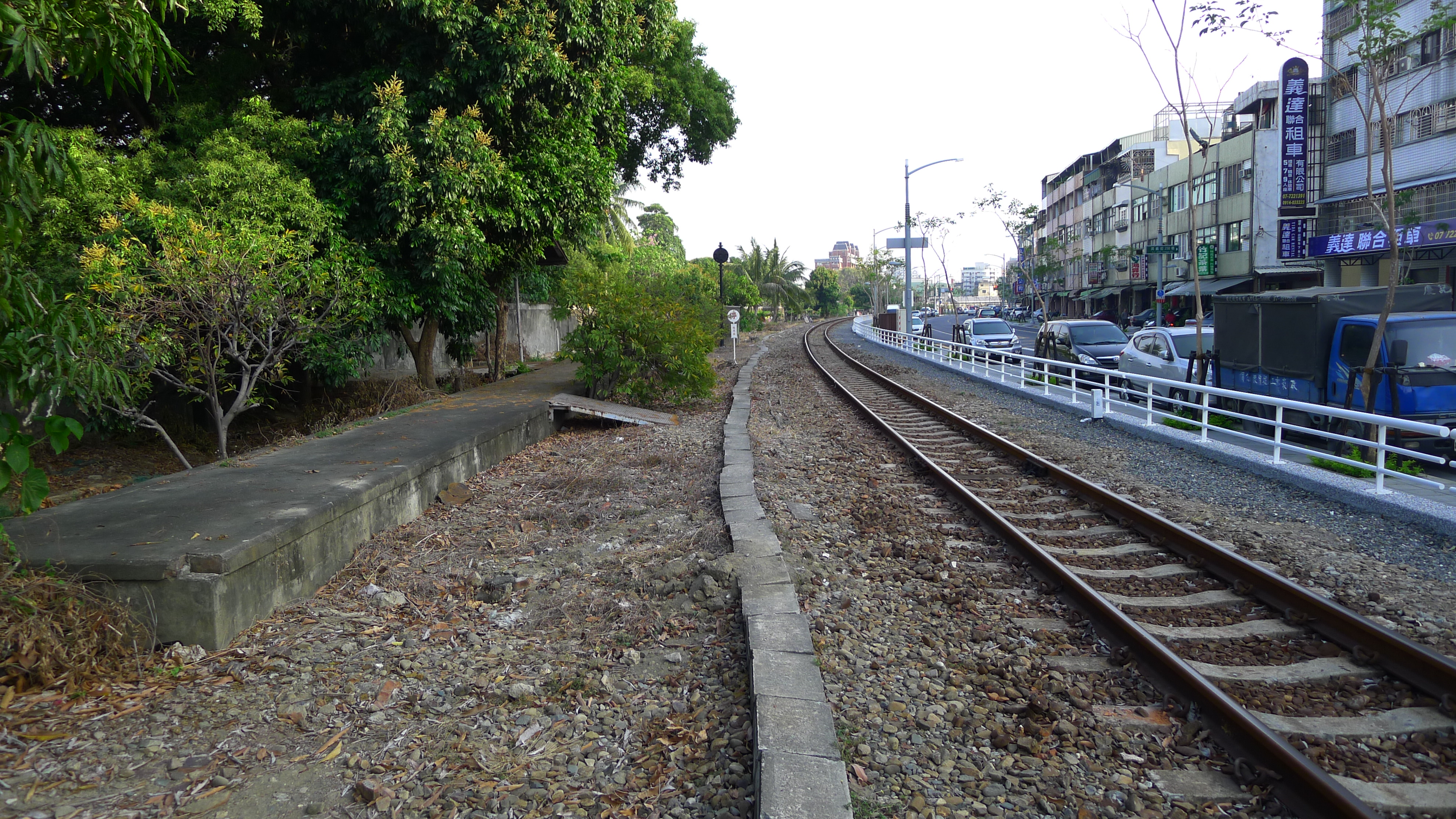
機廠車站原址，凱旋路圍牆邊的月台已拆除，並重建月台於相片左側高雄機廠西側入口外水泥平台的南側。

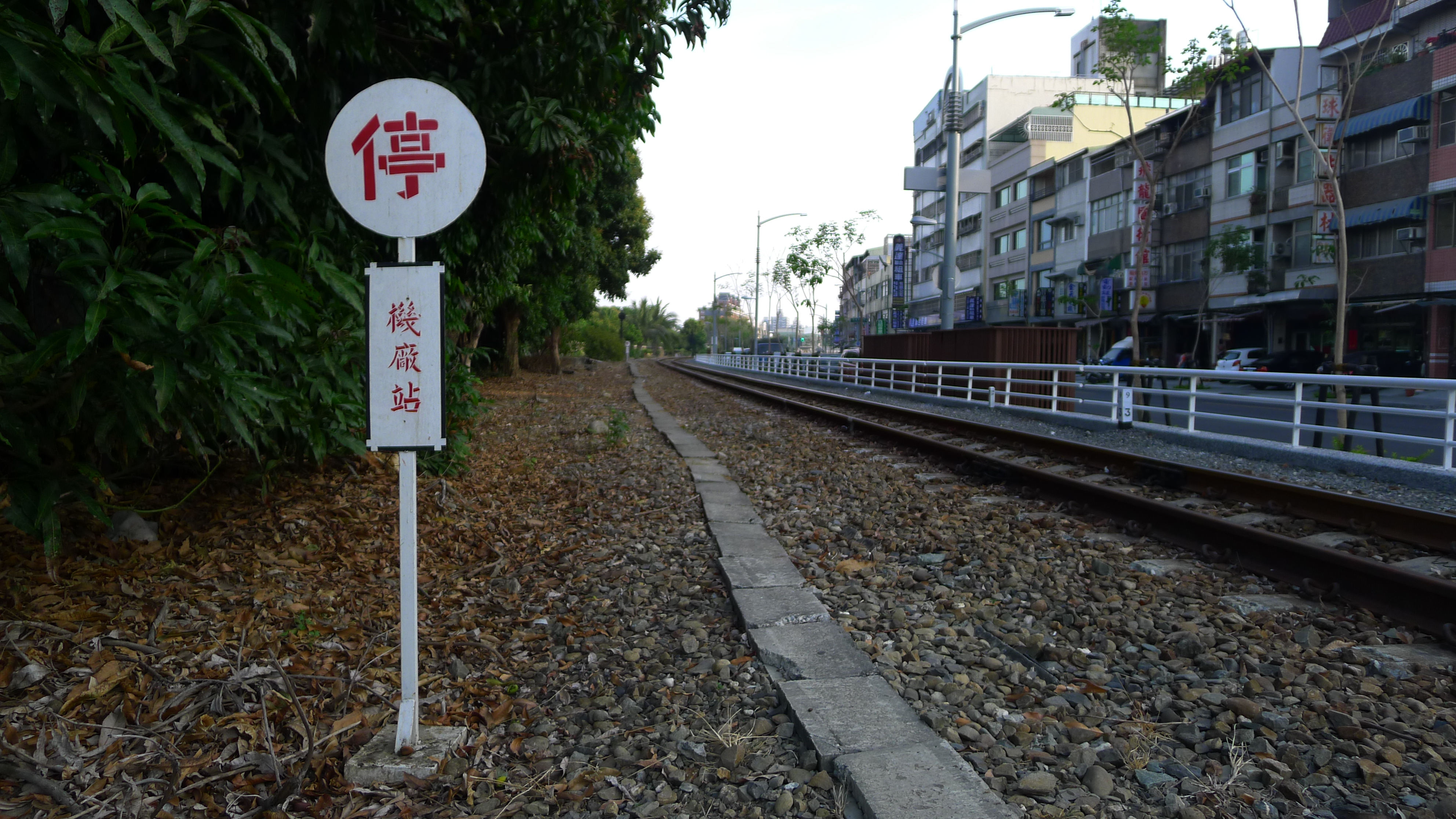

- 側式月台一座。

## 目前狀況
- 原設置於東臨港線的凱旋路圍牆邊月台配合2014年丙烯氣爆事故重建已拆除。
- 新建於高雄機廠通勤員工入口旁月台於2015年中旬完工，員工專列於2015年10月15日配合潮州基地啟用大改點中復駛。
- 員工專列約平日早上7點半及下午4點半停靠，沿途停靠高雄車站、新左營車站（左營機務分段），假日停駛。
- 隨著第一臨港線最後一段(前鎮＝高雄)於2018年9月28日開出最後一班7214次通勤專列後，隨著第一臨港線停用、廢止

## 月台配置
| 軌道 配置 |          | （前鎮車場）→高雄臨港線 往高雄車站方向（新村車站） |
| 軌道 配置 | 側式月台 |                                                    |

## 公車資訊
- 高雄市公車環狀168幹線、37路

## 車站週邊
- 台鐵高雄機廠
- 凱旋三路
- 武昌路
- 英祥街

## 歷史
- 1976年：原位於縱貫線鼓山─高雄港間的機廠前車站跟隨機廠一併遷至高雄第一臨港線現址。
- 2014年7月31日深夜：發生丙烯氣爆事故，之後在凱旋三路重建過程中拆除。之後員工改用統聯客運專車通勤。
- 2015年中旬：新建月台完工。
- 2015年10月15日：員工專列復駛。
- 2018年9月28日：發出最後一班員工專列後停用。

## 鄰近車站
- 廢止營運模式

- 現行營運模式

## 外部連結
- YouTube上的臺鐵 高雄機廠 員工通勤月台
- YouTube上的台鐵 高雄機廠通勤月台-高雄機廠-高雄車站
- YouTube上的臺鐵 高雄機廠 員工通勤列車 高雄機廠員工通勤小月台 離站
- YouTube上的2012.10.11 7214次於高雄機廠小月台